# Arsala Jamal
Arsala Jamal (1966 - 15 de octubre de 2013) (también romanizado como Arsallah Jamal) fue un funcionario del gobierno afgano que se desempeñó como gobernador de las provincias de Jost y Laugar en Afganistán. Fue asesinado en un atentado con bomba en la provincia de Laugar el 15 de octubre de 2013.

## Primeros años y estudios
Jamal nació en la provincia de Paktiká en 1966. Recibió su educación inicial en Kabul, Afganistán. Después de terminar el grado 12, Jamal fue a Malasia para realizar sus estudios superiores.

## Carrera

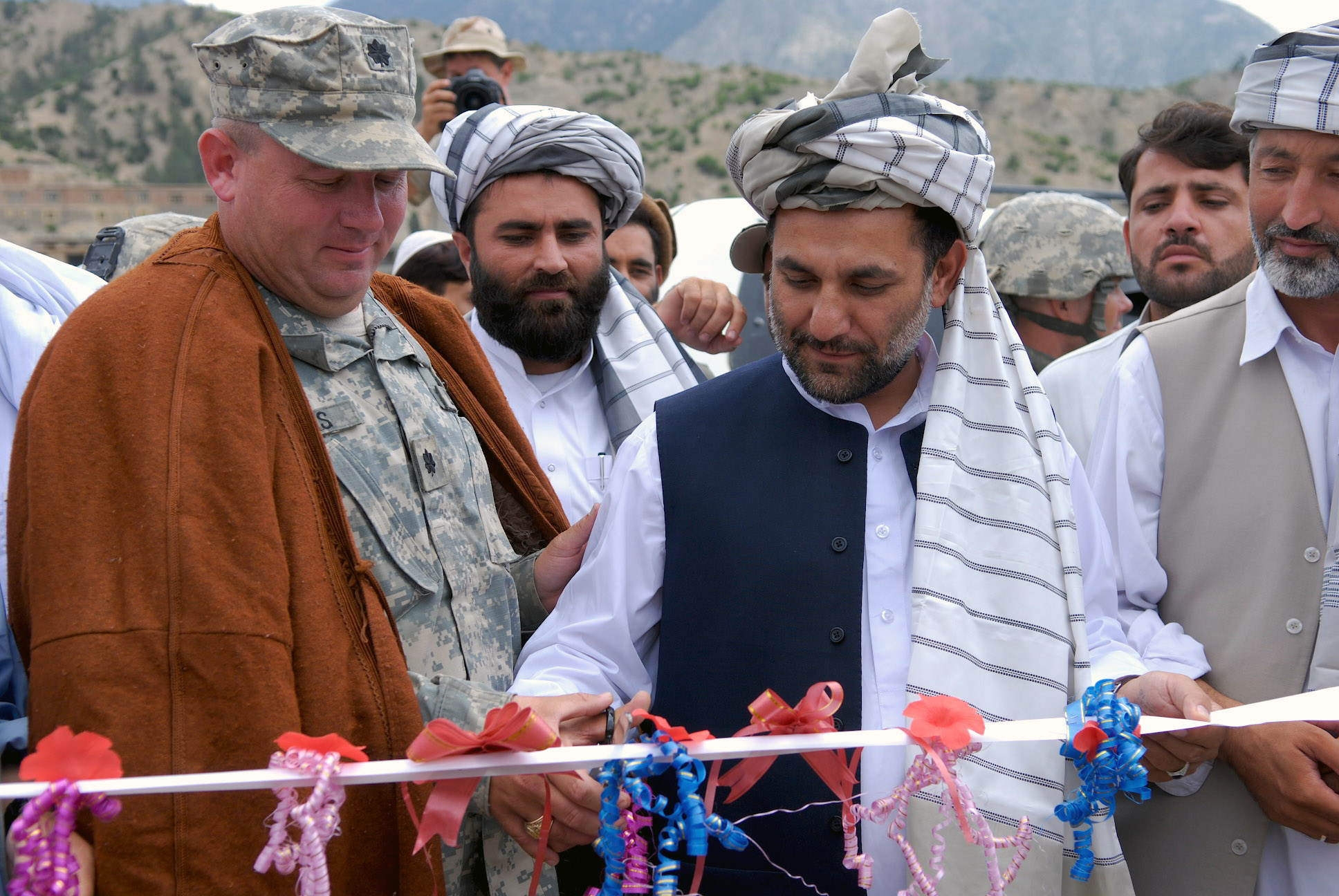
Jamal (centro-derecha) inaugura una escuela en la provincia de Jost en 2007.

Jamal fue nombrado vicepresidente del Banco Nacional de Afganistán en 1992. Posteriormente trabajó con la misión de las Naciones Unidas para Afganistán con sede en Peshawar, Pakistán. Después de que terminó el gobierno talibán, regresó a Kabul y trabajó en desarrollo rural, tanto en el sector gubernamental como en el de ONGs. Las ONGs para las que trabajó incluyen CARE International y el Banco Central. Se desempeñó como coordinador del programa de agua y saneamiento y coordinador de respuesta a emergencias del Ministerio de Reconstrucción y Desarrollo Rural.
En agosto de 2006, Jamal fue nombrado gobernador de la provincia de Jost, en el este de Afganistán. Jost se encuentra adyacente a la región tribal de Waziristán en Pakistán, base de grupos militantes. Después de dejar este cargo, Jamal trabajó en la exitosa campaña de reelección del presidente Hamid Karzai en 2009, actuando como su director de campaña. Fue nombrado ministro de Asuntos Fronterizos y Asuntos Tribales y se desempeñó como ministro interino, pero no logró ser confirmado por el parlamento. Después de un período en el extranjero en Canadá (donde también tenía la ciudadanía), Jamal fue nombrado gobernador de la provincia de Laugar en abril de 2013, cargo que ocupó hasta su muerte. Laugar es una provincia de importancia estratégica que se encuentra inmediatamente al sur de la capital, Kabul, e incluye una importante mina de cobre en Aynak. Una de las prioridades de Jamal como gobernador era supervisar el desarrollo de la mina.
La BBC describió a Jamal como "un político activo y competente con experiencia en el trato con ancianos tribales y donantes extranjeros".  Se le consideraba un colaborador cercano del presidente Karzai.

## Muerte
Jamal fue asesinado el 15 de octubre de 2013, de un ataque con bomba. Tenía 47 años. La fecha es el primer día de Eid-al-Adha, una festividad musulmana importante. Jamal estaba dando un discurso después de una oración del Eid en la mezquita principal de la provincia de Logar, en la capital provincial de Pul-i-Alam, cuando estalló la bomba. Jamal murió en el acto. Los informes iniciales indicaron que el atentado fue un ataque suicida. Los informes subsiguientes indicaron de un dispositivo activado remotamente, afirmaron diversas fuentes haber sido plantado en un micrófono o escondido debajo de una mesa o un podio. La bomba hirió a otras 15 a 20, entre ellos el imán de la mezquita. De cinco a ocho de los heridos se informa que estuvieron en estado crítico. Se informa que al menos una persona fue asesinada.
Ninguna organización se atribuyó de inmediato la responsabilidad del ataque. Es uno de los primeros ataques de 2013 dirigido con éxito a un importante funcionario gubernamental. Se desconoce el motivo del ataque. La agencia de la Dirección de Gobernanza Local ha sugerido que podría estar relacionado con los esfuerzos de Jamal para desarrollar la mina de cobre Aynak.